# Alkaloidi rauvolfije
Alkaloidi rauvolfije so skupina učinkovin za zniževanje povišanega krvnega tlaka in pomirjanje.
Gre za alkaloide iz rastline Rauwolfia serpentina. Njihov učinek na zniževanje krvnega tlaka so odkrili leta 1933. Rastlina izhaja iz Indije, kjer so jo v tradicionalni medicini sicer uporabljali že pred stoletji pri zdravljenju psihičnih in motoričnih motenj osrednjega živčevja (božjast, tesnobnost, manične motnje ...), na področju hipertenzije pa ni bila prepoznana. Zanimanje za to rastlino pri zdravljenju povišanega krvnega tlaka se je začelo večati šele v 5. in 6. desetletju dvajsetega stoletja. Poleg hipotenzivnega učinka povzroča tudi bradikardijo (upočasnjeno bitje srca) in sedacijo.
Korenina rauvolfije vsebuje več kot 20 alkaloidov. V kliniki se uporablja zlasti reserpin.

## Antihipertenzivi
Alkaloidi rauvolfije, ki se uporabljajo kot antihipertenzivi, so:
| Oznaka ATC | Učinkovina                        |
| ---------- | --------------------------------- |
| C02AA01    | rescinamin                        |
| C02AA02    | reserpin                          |
| C02AA03    | kombinacije alkaloidov rauvolfije |
| C02AA04    | celotna korenina                  |
| C02AA05    | deserpidin                        |
| C02AA06    | metoserpidin                      |
| C02AA07    | bietaserpin                       |
| C02AA52    | kombinacije reserpina             |
| C02AA52    | kombinacije z drugimi zdravili    |
| C02AA57    | kombinacije bietaserpina          |

V Sloveniji je registriran le reserpin v obliki kombiniranega zdravila.